# Luis Manuel García
Luis Manuel García Palomera (nació el 31 de diciembre de 1992 en Talpa de Allende, Jalisco) es un futbolista mexicano que se desempeña como portero y actualmente juega para Deportivo Toluca de la Primera División de México. 

## Trayectoria
Inició su andar en el fútbol con el equipo Leones Negros de Talpa de Allende de Tercera División de México.

### Chiapas
En el 2011 se unió a Jaguares de Chiapas para jugar en la categoría Sub-20. En el verano del 2012 se sumó a la pretemporada del primer equipo, dirigido por José Guadalupe Cruz. Debutó el 23 de enero de 2013, enfrentando a Cruz Azul Hidalgo en el Estadio 10 de diciembre, en partido correspondiente a la Jornada 3 de la Copa MX Clausura 2013, el encuentro finalizó 0-0.

### Querétaro
Al concluir el Clausura 2013, la franquicia de Jaguares fue adquirida por Grupo Delfines; el club fue trasladado a Querétaro y varios futbolistas pasaron a formar parte de los activos del Grupo; García jugó la Temporada 2013-2014 con los Gallos Blancos del Querétaro. 
Debutó en la Primera División de México con los Gallos Blancos el 9 de marzo de 2014, en duelo correspondiente a la Jornada 10 del Clausura 2014 en contra del Atlante; los Potros de Hierro vencieron 4-2 al Querétaro en el Estadio Olímpico Andrés Quintana Roo. El técnico que lo hizo debutar fue Ignacio Ambriz. 

### Deportivo Coras de Nayarit
Jugó con Deportivo Coras de Nayarit en la Temporada 2015-2016.

### Toluca
Con miras al Apertura 2016 y buscando un suplente para Alfredo Talavera, por sus compromisos con la Selección Mexicana, aunado a las bajas de Liborio Sánchez y Miguel Centeno, el Toluca consiguió hacerse de los servicios de García Palomera a préstamo. Hernán Cristante, entrenador de los Diablos Rojos, lo había dirigido en Coras.
Debutó con el conjunto Escarlata en la Jornada 4 del Apertura 2016, en la victoria ante los Tuzos del Pachuca por 2-0.
En junio de 2017, el Toluca adquirió los derechos federativos de Luis García.
En el duelo ante Club León, por la Jornada 2 del Apertura 2017, Alfredo Talavera sufrió una grave lesión y quedó fuera por el resto del torneo, dejando a Luis García como el arquero titular de la escuadra mexiquense. 

## Clubes
| Club                | País          | Año           | Partidos |
| ------------------- | ------------- | ------------- | -------- |
| Jaguares de Chiapas | México        | 2011-2013     | 3        |
| Querétaro           | México        | 2013-2015     | 6        |
| Coras               | México        | 2015-16       | 22       |
| Toluca              | México        | 2016-Act.     | 114      |
| Total Carrera       | Total Carrera | Total Carrera | 145      |

## Palmarés

### Campeonatos nacionales
| Título               | Equipo | País   | Año  |
| -------------------- | ------ | ------ | ---- |
| Primera División     | Toluca | México | 2025 |
| Campeón de Campeones | Toluca | México | 2025 |